# Peder Hansen (politiker, 1798-1878)
 Der er flere personer med dette navn, se Peder Hansen.
Peder Hansen (født 18. april 1798 i Kirke Såby, død 13. juni 1878) var en dansk gårdfæster, sognefoged og politiker.
P. Hansen var søn af gårdfæster Hans Larsen. Han kom efter sin konfirmation i lære som væver og arbejdede indenfor faget i nogle år. Fra 1821 til 1828 fæstede han en gård i Abbetved. Den byttede han i 1828 med sin fødegård i Kirke Såby som han havde indtil han gik på aftægt i 1865.
Han var sognefoged og lægdsmand 1832-1862, medlem af sogneforstanderskabet 1842-1844 og 1852-1854, og han var medlem af Roskilde Amtsråd i Københavns Amt 1856-1858. Hansen blev valgt til Den Grundlovgivende Rigsforsamling i Københavns Amts 6. distrikt (Blæsenborg). Han stillede ikke op til Rigsdagen.